# Orgler József
Orgler József (Újbánya, 1772. december 29. – Pozsony, 1829. szeptember 6.) teológiai doktor, pozsonyi kanonok, egyházi író.

## Élete
A bölcseletet 1789-től, a teológiát 1791-től Pozsonyban végezte, 1795-ben fölszentelték. Káplán volt Somorján, majd pozsonyi hitszónok és Sándor gróf nevelője, 1811 és 1823 között a pesti egyetemen a lelkipásztorkodás tanára, 1816-ban a teológiai kar dékánja, 1823-ban pozsonyi kanonok; 1825-ben a városi plébánia adminisztrátora, 1827. május 4-től rendes plébános lett. 1824. április 6-án a pozsonyi tankerület főigazgatójává és királyi tanácsossá nevezték ki. 1829. április 6-án az igazgatóságról lemondott. Boldogasszony madocsai apátja is volt.

## Művei
- Pia vota pro incolumitate rev. ac clar. dni. Stephani Schönvisner bibliothecae praefecti ac canonici Magno-Varadinen. ad diem XI. Cal. Julii 1818. ab amicis nuncupata. Budae.
- Predigt am Schutzengelfeste, als… Herr Joh Evang. Leser das Jubeljahr seiner kunstreichen Thätigkeit in… Alt-Ofen den 2. September 1821. feyerte. Pesth, 1821.
- Oratio funebris quam honoribus piae memoriae excell. illustr. ac rev. dni Stephani e liberis baronibus Fischer de Nagy-Szalatnya… Agriensis Archiepiscopi… dicavit et cum justa solennia in metropolitana Agriensi ecclesia die 28. Augusti 1822. persolverentur dixit… Budae, 1822.
- Sermo rev. ac magn. dni Josephi Orgler… Dum provinciae literariae gubernacula capesseret. Dictus Posonii die 22 Junii 1824. Possonii.

Kéziratban a budapesti egyetemi könyvtárban: Theologia pastoralis, quam e scriptis… J. Orgler…. descripsit et ex parte describi curavit Joannes Szilasy in seminario Pestinensi… anno scholastico 1816-17. 4rét 65 ív; a m. n. múzeumban: Sermo, dum provinciae literariae Posoniensis gubernacula capesseret, 4rét.